# Любомир Шейтанов
Любомир Георгиев Шейтанов е бивш футболист, вратар.

## Кариера
Играл е за отборите на Черноморец, Добруджа и Нефтохимик. Финалист за купата на страната през 1989 с Черноморец и носител на Купата на ПФЛ през 1996 г. с Нафтекс. За националния отбор е изиграл 3 мача. В турнира за купата на УЕФА има 2 мача за Черноморец. Бивш помощник-треньор в Черноморец, Литекс, Нафтекс, Левски и националния отбор, понастоящем такъв в Черноморец.